# Auguste Serrurier
Auguste Serrurier (Denain, 25 marzo 1857 – Denain, 21 marzo 1924) è stato un arciere francese.
Partecipò ai giochi della II Olimpiade di Parigi nel 1900 dove vinse due medaglie d'argento nelle gare di sulla pertica ad erpice e di sulla pertica alla piramide.

## Palmarès
| Anno | Manifestazione | Sede   | Evento                      | Risultato |
| ---- | -------------- | ------ | --------------------------- | --------- |
| 1900 | Olimpiadi      | Parigi | Sulla pertica ad erpice     | Argento   |
| 1900 | Olimpiadi      | Parigi | Sulla pertica alla piramide | Argento   |